# 1864 Дедал
1864 Дедал (енгл. 1864 Daedalus) је Аполо астероид са средњом удаљеношћу од Сунца која износи 1,460 астрономских јединица (АЈ).
Апсолутна магнитуда астероида је 14,85.